# Isla San Félix
La Isla San Félix es una isla  ubicada a 892 km al oeste de la costa continental chilena frente al puerto de Chañaral, con una superficie de 1,4 km². Forma parte de las Islas Desventuradas y pertenece administrativamente a la comuna de Valparaíso.

## Descripción
Su longitud máxima es de unos 2.500 m. La zona central de la isla, la más angosta, queda cubierta por la marea alta. Posee una pista de aterrizaje, que la cruza de extremo a extremo y varias construcciones.
Adyacente a la costa sureste de la isla se encuentra el Islote González. El islote Catedral es una mole rocosa de 53 m ubicada al noroeste de la isla. 19 km la separan de la vecina Isla de San Ambrosio, junto con la cual eran conocidas antiguamente como Islas Desventuradas. Su topografía es relativamente baja y plana, alcanzando una altitud de 183 m en el cerro Amarillo, en el extremo noreste.

## Historia
Vistas por primera vez por Hernando de Magallanes en 1520 fueron llamadas por él las Desventuradas por su soledad y paisaje inhóspito.

..." Hallámonos este día Lesteoeste con Copayapo (Copiapó) ciento y ochenta leguas; y halleme apartado del Meridiano de Lima al Oeste ciento y cincuenta leguas, estando con Lima 285 leguas Nordeste-sudueste quarta de Norte sur. Pasamos por el Oeste 18 leguas de las islas Desventuradas, que están 25 grados y un tercio, las quales año de 1574 Juan Fernández, Piloto, yendo á Chile acaso las descubrió segunda vez, que desde que Magallanes las descubrió año de 1520, no se habian visto mas y se llaman agora San Félix y San Ambor. Son pequeñas, tres cuerpos de tierra, despobladas, sin agua"."
 Pedro Sarmiento de Gamboa. 1579

Francisco Solano Asta-Buruaga y Cienfuegos escribió en 1899 en su Diccionario Geográfico de la República de Chile sobre el lugar:
San Félix (Islas de).-—Grupo de las pequeñas islas de San Ambrosio, San Félix y González que se comprende en el departamento de Chañaral y hace parte de la gobernación marítima de Juan Fernández. La de San Félix está situada al O. de la de San Ambrosio, entre cuya extremidad occidental y la oriental de la primera media una distancia de 18 kilómetros. Se extiende de E. á O. como la de San Ambrosio pero formando una figura triangular cuya base más cerrada mira al oriente; el ángulo occidental remata en un promontorio escarpado de base circular y vasta, que se eleva á 183 metros de altitud y llamado Morro Amarillo por el color que contrasta con el de la parte oriental de la isla que es oscuro. Al lado nordeste del morro presenta la isla un regular desembarcadero, cuya posición es en los 26° 16' 46" Lat. y 80º 00' Lon., frente al cual se abre al NO. la rada ó puerto con buen fondo, dejando cerca de dos kilómetros á este punto el curioso islote ó peñón volcánico en forma de columnata de 53 metros de alto, á la cual por su apariencia se le ha dado en las cartas inglesas modernas el nombre de catedral por la de la ciudad de Inglaterra Peterborough. Esta isla es poco mayor que la de San Ambrosio y mide tres kilómetros con un ancho medio de uno de N. á S. Casi toda ella consta de rocas volcánicas y arenas sueltas y rodeada de costas altas y escarpadas, en especial por el lado sur; y se halla enteramente desnuda de vegetación y sin agua, ni animales terrestres; pero en su mar, como en el de todo el grupo, abundan las aves acuáticas y juntamente los peces y lobos marinos. Estas islas fueron descubiertas en 1574 por el piloto español Juan Fernández, el mismo que descubrió las de su nombre, yendo del Perú á Chile. El navegante Pedro Sarmiento de Gamboa en su viaje desde el Callao al estrecho de Magallanes pasó el 1º de noviembre de 1579 (estilo antiguo) á 18 leguas al O. de ellas y dice que entonces se llamaban islas de «San Félix y San Ambor». Han sido visitadas por varios navegantes y marinos que las han descrito con más ó menos extensión, como el capitán de la marina inglesa Taime Colnett en mayo de 1793, el navegante anglo-americano Amassa Délano en enero de 1801, el marino chileno Don Ramón Vidal Gormaz en octubre de 1874, &c.

### Nuevos avistamientos
Existen antecedentes que, en 1687, el capitán Davis habría visto la isla San Félix; sin embargo, no sería hasta 1789, cuando las islas fueron reconocidas por el navío español San Pablo, al mando de Antonio Casulo, oportunidad en la que se habría denominado "González" al islote vecino a San Félix por el SE., posiblemente en memoria del sargento mayor Blas González, gobernador a la sazón del archipiélago de Juan Fernández.

### Primer desembarco conocido
En mayo de 1793, el capitán inglés James Colnett, navegando a la caza de la ballena y por asuntos mercantiles en la corbeta Rattler, encontró y describió tanto a San Félix como a San Ambrosio. El día 20 intentó abordar San Ambrosio con una chalupa, lo que no logró debido a lo escarpado de la costa. Similares intentos hizo al día siguiente en San Félix, pudiendo desembarcar en esta última isla solo el día 22, con mucho riesgo y gran dificultad. A su vez, también le resultó arduo abandonarla, ya que los botes volcaban en las rompientes, muriendo uno de sus mejores marineros al ser golpeado por una de las embarcaciones al zozobrar. De las descripciones y narraciones que hizo el capitán Colnett, se desprende que sus trabajos hidrográficos y de exploración fueron los primeros que se ejecutaron en el archipiélago.
Posteriormente, muchos otros viajeros han visitado las islas, como asimismo cazadores para explotar los codiciados cueros de lobos de dos pelos que allí abundaban y para extraer guano de aves marinas.

### Barcos de Guerra
También diversos buques de guerra han estado allí. Tal es el caso de L'Astrolabe y la Zélée de la expedición de Dumont d'Urville, quien no bajó a tierra y denominó "Pitón" al Islote González y el "Buque" a la roca hoy conocida como "Catedral de Peterborough", concordando en esto último con Colnett, quien había dicho que semejaba un buque a la vela.
En 1832, el almirante francés De Petit Thouars, en la fragata Venus, reconoció San Félix y fijó sus coordenadas geográficas.

### Tuvieron su propio "Robinson Crusoe"
El teniente Leoncio Señoret –marino francés incorporado a la Armada de Chile–, al mando de la goleta Colo Colo, visitó San Félix en 1841 con el objeto de verificar la posible existencia en dicha isla de un depósito de mercaderías de contrabando. Al respecto, solo encontró las ruinas de un rancho de piedra que, según la tradición, «habría sido la habitación y sepultura de un marinero abandonado allí por un jefe de contrabandistas el que, después de alimentarse por mucho tiempo con sangre de pájaros, murió por falta de agua».

### Guerra Chileno-Española
En 1861, la barca Juana Sánchez, al mando del capitán Heraclio Martínez, fondeó y desembarcó gente en San Félix. 
A fines de 1865, durante la guerra con España, fondeó en San Félix el vapor Antonio Varas, proveyendo de carbón a las fragatas peruanas Apurímac y Amazonas, integrantes de la escuadra aliada chileno-peruana formada para afrontar el conflicto, las que se dirigían a Chiloé. La corbeta Chacabuco, al mando del capitán de corbeta Enrique Simpson, arribó a las islas a mediados de 1868, desembarcando en San Félix el comandante y algunos oficiales, «quienes la recorrieron y herborizaron».

### Continúan las exploraciones
En 1871 hizo observaciones en San Ambrosio la cañonera Vaudreuil y lo propio hizo en 1873 la Atalante.

### Exploración de la Covadonga
En septiembre y octubre de 1874, el capitán de fragata Ramón Vidal Gormaz, al mando de la goleta Covadonga, efectuó una exploración de las islas y llevó a cabo algunos estudios hidrográficos y oceanológicos, emitiendo al respecto un amplio e interesantísimo informe, publicado en 1875 en el Anuario Hidrográfico de la Marina de Chile.

El 15 de setiembre de este año, después de entregar el mando de la estación de Mejillones i de haber esperado inútilmente por diez días la llegada del naturalista, que me anunciaban las instrucciones, me dirijí en demanda de las islas San Félix y San Ambrosio. Vientos variables i calmosos del segundo cuadrante sólo me permitieron llegar a las islas a la madrugada del día 26. Al reconocerlas demoraba San Ambrosio por la serviola de estribor i San Félix por la de babor, en circunstancias que gobernaba al N. 50E E. Distaba la primera según la fantasía, 21 millas. En este momento San Ambrosio se dibujaba en el horizonte como una masa oscura de laderas abruptas i de cima lijeramente encorvada. San Félix, que distaba como 11 millas, sólo alzaba sobre el horizonte su morro N.O.; abriéndose hacia el oriente el pequeño espinazo del islote González, afectando ambos la forma cónica.
Capitán de fragata Ramón Vidal Gormaz.

## Clima
El clima es subtropical de influencia mediterránea. La temperatura media mensual más alta es de 22.5 °C, la más baja es de 14.3 °C y la promedio es de 17.8 °C. La pluviometría es de 948 mm ocurriendo la mayor tasa en invierno (mayo-agosto). De acuerdo al Índice de Martonne, hay tres meses áridos, dos meses semiáridos y siete meses húmedos.
No hay fuentes de agua fresca en la isla y los cursos de agua temporales están asociados a las lluvias.

## Flora
En la isla San Félix y su vecina San Ambrosio es posible encontrar en total 19 especies de fanerógamas, de las cuales 14 de ellas serían endémicas. Destaca la Thamnoseris lacerata (familia Asteraceae) que alcanza una altura de 5 m, con troncos de hasta 30 cm de diámetro. También varios otros endemismos a nivel de género, tal como Sanctambrosia manicata (Caryophyllaceae), Nesocaryum stylosum (Boraginaceae) y Lycapsus tenuifolius (Asteraceae). Hay claro predominio de un liquen y las plantas superiores son mucho más escasas y se encuentran solo en las áreas ligeramente quebradas, donde subsisten gracias a la camanchaca matinal. Hasta el año 1869, en que arribó a las islas la corbeta Chacabuco, nada se sabía en relación con su vegetación. Sin embargo, en esa ocasión se recolectó una especie en San Félix y siete en San Ambrosio. El material respectivo fue analizado por el célebre naturalista alemán, avecindado en Chile, Rodulfo Amando Philippi, quien emitió un informe al respecto.

## Fauna
En sus costas se encuentran (piqueros enmascarados), petreles de Kermadec, golondrinas de mar. En el mar la fauna es muy rica. Se encuentra la langosta (Jasus frontalis y Jasus bahamondei), entre los peces son abundantes el salmón de roca, la agujilla, la breca, el bacalao, el tollo, el atún, y la corvinilla. Además visitan las costas tiburones, tortugas marinas y cetáceos.

## Estación Aérea Naval de San Félix
En el año 1976 se había iniciado la construcción de la Base Naval y un año después, ya aterrizaba el primer avión en la pista. La inauguración de la base se efectuó el 19 de diciembre de 1979 Su dotación es relevada desde Valparaíso.
Hay una  pista capaz de recibir aviones pesados (ICAO código: SCFX). Durante la Guerra de las Malvinas, de acuerdo a Nigel West, en su libro  "La guerra secreta de las Malvinas" Gran Bretaña usó con base en la Isla San Félix, un avión Hawker-Siddeley Nimrod R1, especializado en inteligencia electrónica ELINT; este avión fue enviado en 1982 a la isla chilena, para hacer largos raids dirigidos hacia la cordillera de los Andes, y analizar oblicuamente el espectro electromagnético de Argentina, es decir volando desde el espacio aéreo chileno pero colectando información al otro lado de la cordillera a 12.800 metros de altura, su techo operacional. Todo indica que era perteneciente al 51 Squadron de la RAF.

... Entonces comenzaron a producirse avances en todas las áreas. Se acordó que se aceptaría un avión de reconocimiento Nimrod en el campo de aterrizaje de San Félix, una isla remota frente a la costa de Chile. Desde San Félix, el avión podría hacer varias misiones muy valiosas, recargando combustible de noche en la base aérea chilena de Concepción en la costa continental, y luego volar en el espacio aéreo chileno en dirección al Atlántico Sur. El avión podría recoger información útil fuera del alcance del radar argentino y transmitirla a la Fuerza de Tareas. El Nimrod sería apoyado por un VC10. La primera misión tuvo lugar temprano en la mañana del domingo 9 de mayo, una segunda el 15 de mayo y una tercera dos días más tarde. Se obtuvo información limitada pero significativa. El 18 de mayo existía preocupación de que fuera demasiado arriesgado continuar con los vuelos, ya que probablemente esto llevaría a arruinar toda la operación y a afectar operaciones futuras. Woodward quiso que el avión volara las noches del 19-21 de mayo solo por si el Grupo de Transporte argentino estaba en el mar durante esos días cruciales, pero el deseo chileno de ver concluida esa misión era firme. (...)
Lawrence Freedman.

Se informó de un incidente del tripulante del Pesquero de Alta Mar “Marleen”, Esteban Escobar Soler (22 años), quien durante 4 días presentó fuertes dolores estomacales y vómitos. Lo bajaron en San Félix y lo trasladaron en el avión naval 263 hasta el Aeropuerto de Viña del Mar, jamás se hizo mención de "La Base aeronaval de la Armada", sino que simplemente de "San Félix".
En 2002 se publicó que la dotación naval regular de la isla, que no está abierta al público, eran 26 miembros de la Armada de Chile bajo el mando de un capitán de corbeta, que cumplían turnos de 3 meses en dicha base.

## Expedición Cordell
En el año 2002, la Expedición Cordell de radioaficionados, estableció una base de trasmisión/recepción en la isla.

## Expedición IOTA SA-013
En abril 2017 la estación de radioaficionados CE0AA, estableció una base de trasmisión/recepción en las islas San Félix y San Ambrosio, experiencia que se repetirá entre los meses de octubre y noviembre 2025 bajo la señal de llamada 3G0XQ.

## Trivia
Uno de los siete Generales Marinos de Poseidón y único personaje chileno de la serie de animación japonesa Saint Seiya, io de Scylla, habría nacido en esta isla.